# ぎょしゃ座AB星
ぎょしゃ座AB星とは、地球からぎょしゃ座の方向に位置する若いハービッグAe型星である。年周視差に基づいて、太陽から約531光年の距離にあるとされている。この前主系列星はA0Veのスペクトル分類を持ち、A型主系列星とスペクトルの輝線が一致している。太陽の2.4倍の質量を持ち、有効温度は9,772ケルビンで光球から太陽の光度の38倍を放射している。ぎょしゃ座AB星からの電波放出は、300 km s−1の速度で星から発生する熱ジェットの存在を示唆している。これにより、1.7×10−8 M☉ 年−1の推定質量損失が発生する。
ぎょしゃ座AB星は、形成中の惑星や褐色矮星が存在する可能性がある塵円盤を持っていることで知られている。また、遠く離れた軌道で可能な亜恒星天体を持つことができる。ぎょしゃ座AB星はおうし座分子雲にある若いおうし–ぎょしゃ座アソシエーションの一部である。恒星自体は最近、塵円盤を破壊し、更なる反射星雲を生成した高密度の小さな星間雲に遭遇した可能性がある。

## 惑星系
2017年、アタカマ大型ミリ波サブミリ波干渉計（ALMA）を使用して、ぎょしゃ座AB星の周囲に存在する原始惑星系円盤の画像を撮影した。この画像は、半径が約120天文単位で、明確な隙間がある塵円盤を示している。この隙間の内側で、一酸化炭素を含むガス状のspiral armが検出された。
Oppenheimer et al.(2008)は、主星から43~302天文単位の範囲で、ぎょしゃ座AB星の塵円盤にこれまでに見たことのない領域である環の特徴を観測した。半径102天文単位の塵の環の方位角の隙間は、ほぼ100天文単位の軌道距離で少なくとも1つの小さな天体の形成を示唆している。そのような天体は、どちらの場合も明るい主星からほぼ100天文単位離れた場所に位置する、巨大な太陽系外惑星または褐色矮星のいずれかであることが判明する可能性がある。これまでのところこの天体は未確認であった。
ALMAの観測では、塵円盤内に2つのガス状spiral armが発見された。これらは、約60~80天文単位の軌道長半径を持つ未知の惑星によって最もよく説明できる。また、30天文単位の軌道長半径を持ち、塵円盤と比較してピッチ角が大きい（軌道傾斜角が大きい可能性が高い）別の未知の惑星は、内側の塵円盤の隙間を説明できる可能性がある。外側の惑星は2022年の時点で発見されておらず、質量の上限は3~4木星質量であり、塵円盤で観測されたらせん構造と一致していない。2022年に主星から93天文単位離れた距離で観測された惑星のような塊は、新しく形成された惑星の周囲に存在する降着円盤か、現在惑星に変化している不安定な円盤領域のいずれかである可能性がある。
| 名称 （恒星に近い順） | 質量      | 軌道長半径 （天文単位） | 公転周期 (年) | 軌道離心率 | 軌道傾斜角 | 半径    |
| --------------------- | --------- | ----------------------- | ------------- | ---------- | ---------- | ------- |
| 原始惑星系円盤        | 43—430 au | 43—430 au               | 43—430 au     | 43—430 au  | —          | —       |
| b                     | 9–12 MJ   | 93                      | ?             | 0.19–0.60  | 27.1–58.2° | 2.75 RJ |

## ギャラリー

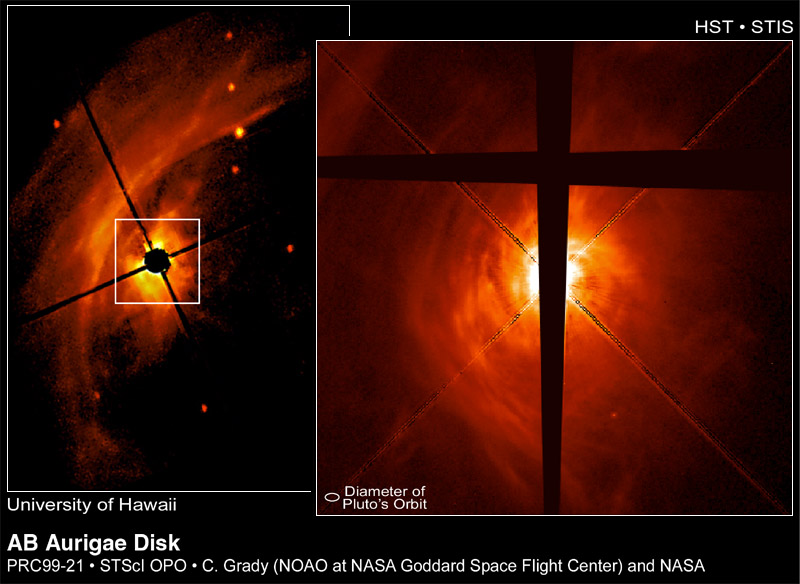
ハッブル宇宙望遠鏡が観測したぎょしゃ座AB星と塵円盤
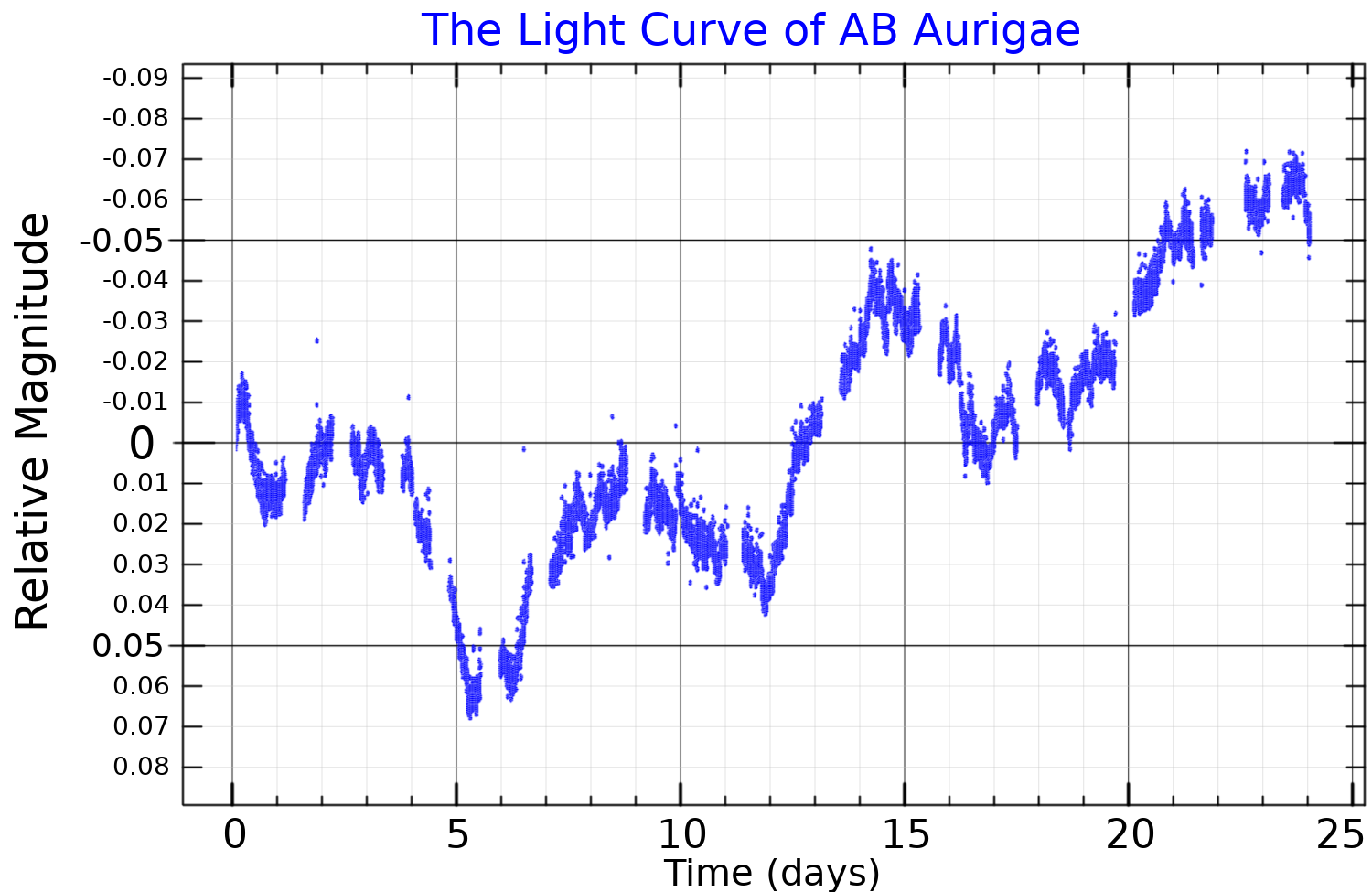
MOSTデータからのぎょしゃ座AB星の光度曲線（et al. (2013)より）
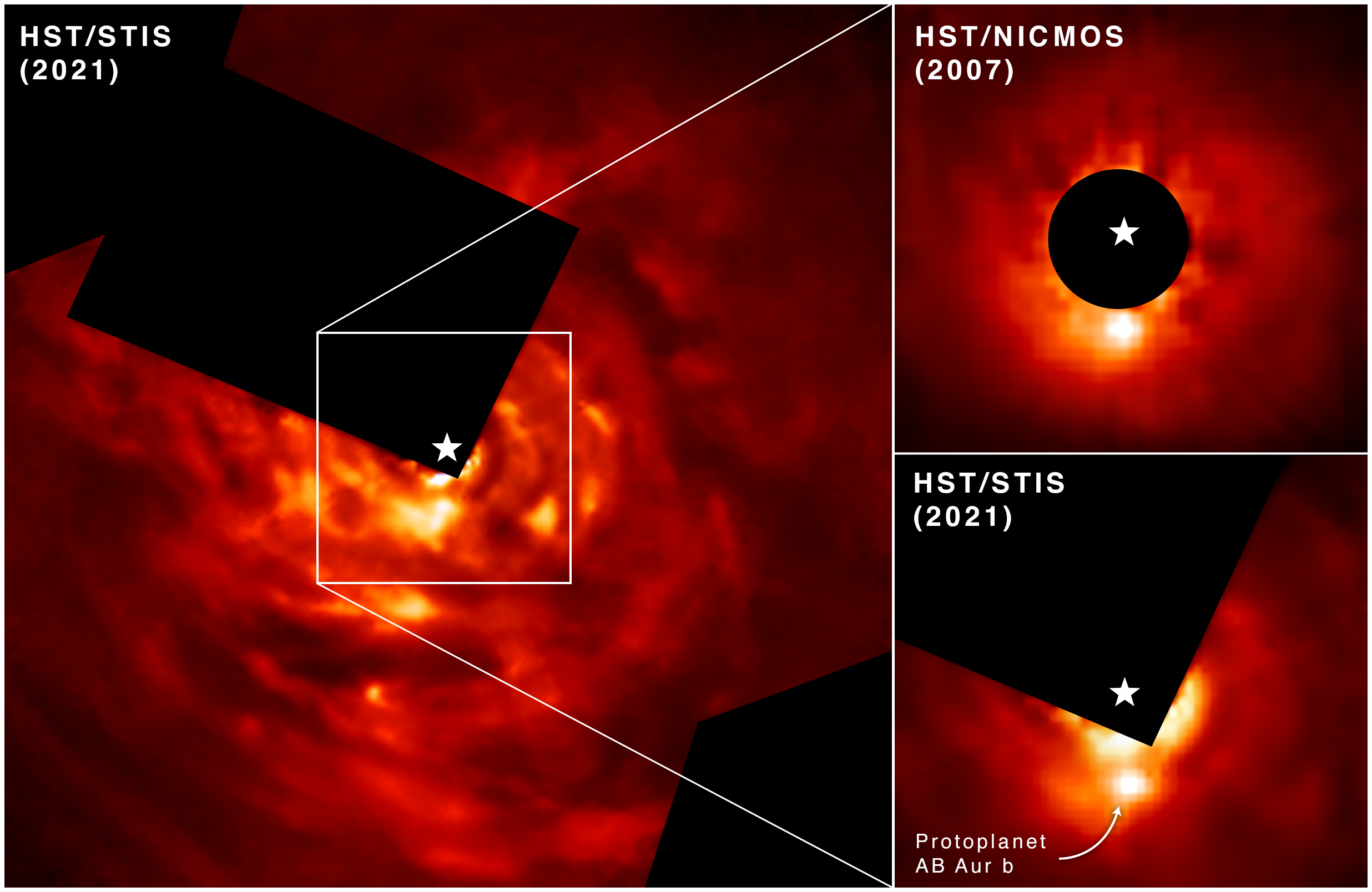
ハッブル宇宙望遠鏡が観測した原始惑星であるぎょしゃ座AB星b